# Helen Boughton-Leigh
Helen Boughton-Leigh, ameriško-britanska alpska smučarka, * 15. januar 1906, Cleveland, † 28. december 1999, Palm Springs.
Po poroki je prevzela britansko državljansko in nastopila na Svetovnem prvenstvu 1933 v Innsbrucku, kjer je osvojila srebrno medaljo v slalomu in četrto mesto v kombinaciji. Po ločitvi leta 1934 je od leta 1935 nastopala na ZDA, tudi na Olimpijskih igrah 1936, kjer je zasedla 21. mesto v kombinaciji.